# Sponsianus

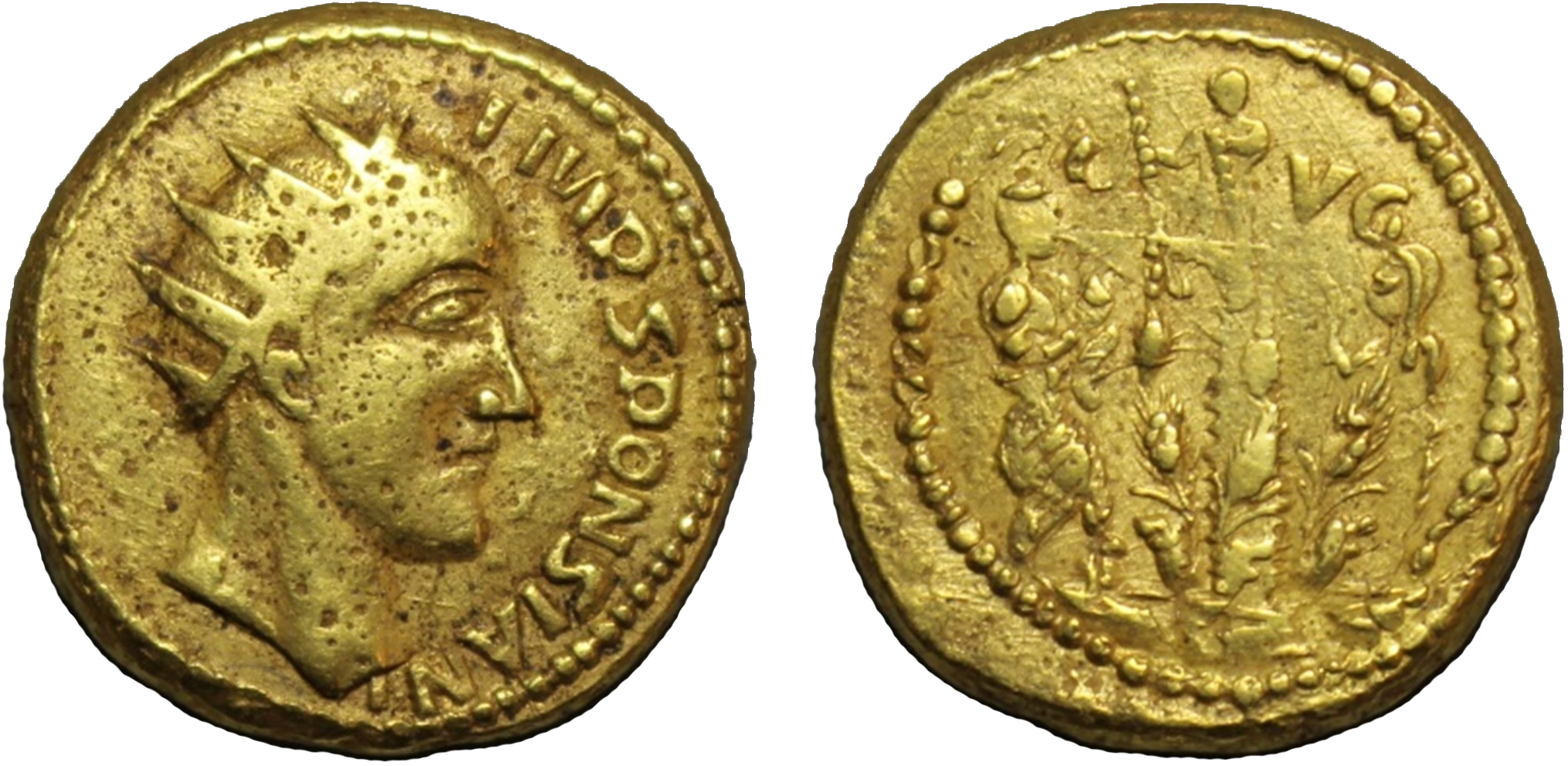
Aureus bằng vàng với dòng chữ "Imp(eratoris) Sponsiani."

Sponsianus hay Sponsian là một chỉ huy quân đội hoặc một kẻ tiếm vị người La Mã không rõ lai lịch, có lẽ từng hoạt động ở tỉnh Dacia thuộc La Mã vào giai đoạn Khủng hoảng thế kỷ thứ Ba. Không có vị hoàng đế nào tên là Sponsianus trong các sử liệu La Mã cổ đại, và sự tồn tại của nhân vật này chỉ là phỏng đoán dựa trên một số đồng tiền La Mã được phát hiện vào khoảng thế kỷ thứ 18. Tuy nhiên, tính xác thực của chúng vẫn còn là đề tài gây nhiều tranh cãi.
Các học giả tin vào bằng chứng tiền xu đã đưa ra rất nhiều giả thuyết liên quan đến cuộc đời của Sponsianus. Một giả thuyết cho rằng ông tự xưng đế vào khoảng những năm 260 CN, sau khi tỉnh Dacia bị cô lập khỏi phần lớn Đế quốc La Mã dưới đời Gallienus. Có giả thuyết cho rằng ông hoạt động dưới đời hoàng đế Marcus Julius Philippus hoặc Philippus II. Song le, nhiều học giả theo truyền thống cho rằng những đồng tiền kia, kèm theo tính lịch sử của Sponsianus, đều chỉ là giả tạo.
Một nghiên cứu năm 2022 của Paul Pearson kết luận những đồng xu ấy là thật, và nhiều khả năng Sponsianus cũng có thật. Tuy vậy, song song với những lời khen ngợi, nghiên cứu này cũng nhận phải nhiều chỉ trích. Tóm lại, nhân vật Sponsianus có thật hay không vẫn còn là một bí ẩn còn bỏ ngỏ.

## Giả thuyết
Các học giả đã đề ra nhiều giả thuyết về quãng thời gian hoạt động của Sponsianus. Dựa trên các đồng tiền khác được tìm thấy kèm với các aureus, có giả thuyết cho rằng Sponsianus hoạt động vào khoảng những năm 240 CN. Khung thời gian này trùng với vương triều của Gordianus III (238–244 CN) hoặc Marcus Julius Philippus (244–249 CN). Dựa trên vị trí các aureus, một số học giả suy đoán rằng Sponsianus đã dấy binh tạo phản ở Pannonia. Ilkka Syvänne đặt cuộc binh biến đây dưới đời Philippus, và liên kết Sponsianus với cái tên Severus Hostilianus được nhắc đến trong sử liệu thời kỳ Đông La Mã về sau (Syvänne thừa nhận đây chỉ là chứng cứ gián tiếp).
Một kịch bản khác cho rằng Sponsianus từng là một viên chỉ huy tự xưng đế sau khi Dacia bị cô lập với phần còn lại của đế quốc vào năm 260. Trong tình  cảnh đế quốc bị giằng xé bởi nạn dịch, nạn cát cứ và nạn chiến tranh, Sponsianus có lẽ đã phải tập trung quyền lực về tay mình để bảo vệ cư dân xứ Dacia cho đến khi trật tự được tái lập. La Mã cho di tản Dacia giữa năm 271 và 275.

## Trích dẫn
1. 1 2  Pearson 2022.
2. ↑  Hartmann 1982, tr. 63.
3. ↑  Pearson et al. 2022.
4. ↑  Nicolae 2022.
5. ↑  Beard 2022.
6. ↑  Hartmann 1982, tr. 121.
7. ↑  Mennen 2011, tr. A1.
8. ↑  Goldsworthy 2009, tr. 427.
9. ↑  Syvänne 2021.
10. ↑  Ghosh 2022.